# 1089 Тама
1089 Тама (енгл. 1089 Tama) је астероид главног астероидног појаса. Приближан пречник астероида је 12,92 ,
а средња удаљеност астероида од Сунца износи 2,213 астрономских јединица (АЈ).
Инклинација (нагиб) орбите у односу на раван еклиптике је 3,727 степени, а орбитални период износи 1203,234 дана (3,294 године). Ексцентрицитет орбите астероида износи 0,126.
Апсолутна магнитуда астероида износи 11,60 а геометријски албедо 0,242.
Астероид је откривен 17. новембра 1927. године.